# Thomas Pelham (1678-1759)
Pour les articles homonymes, voir Thomas Pelham et Pelham.
Thomas Pelham (1678–1759) est un homme politique anglais, membre de la famille Pelham de Sussex.

## Famille
Thomas est né vers 1678, le fils aîné de Nicholas Pelham. Il s'immatricule à St Edmund Hall, Oxford le 3 juillet 1693 et entre à Gray's Inn en 1696. En 1704, il épouse sa cousine Elizabeth, fille de Henry Pelham. Ils ont huit fils et quatre filles:
- Thomas Pelham (1705-1743) (en)
- Henry, Charles, Henry et James Pelham, sont morts jeunes sans enfants
- John Pelham (décédé en 1786)
- Nicholas Pelham, mort sans enfants
- Henry Cressett Pelham (1729? –1803)
- Frances Pelham, mariée avec Edward Cressett
- Elizabeth Pelham, mariée à William Hay (homme politique) (en) de Glyndebourne
- Margaret Pelham, mariée à William Ashburnham (4e baronnet)
- Grace Pelham

## Carrière politique
Le domaine de la famille Pelham situé à proximité de Lewes leur donne une influence électorale très forte dans ce secteur. En outre, les Pelham sont généralement des whigs, faisant appel au sentiment local des non-conformistes. Le père de Thomas, Sir Nicholas, siège au Parlement depuis 1702 pour défendre les intérêts de la famille, lorsque son demi-neveu, Thomas Pelham (1er baron Pelham) de Laughton, choisit de représenter le Sussex. Sir Nicholas cède la place à son fils cadet, Thomas Pelham, lors de l'élection générale anglaise de 1705, la famille étant favorable à Thomas et Richard Payne, le député et un whig local. Fait inhabituel, trois autres candidats se présentent à l'élection: les Whigs, Thomas Fagg et son parent, John Spence, et le Tory Nathaniel Trayton, intendant des domaines du duc de Norfolk dans le Sussex. Pelham est en tête du scrutin, Payne arrivant en deuxième position et Fagg en troisième, les autres candidats ne recueillant que quelques voix.
Au Parlement, Pelham est classé par ses contemporains dans la catégorie « Low Church Whig», votant régulièrement pour le gouvernement. Il vote pour la destitution de Henry Sacheverell en 1710. Lors de l'élection de 1710, Trayton, qui a acheté le manoir de Southover à proximité en 1709, se présente à nouveau, mais est battu par Pelham et son compatriote Whig Peter Gott (en). Il reste whig après la succession hanovrienne et, en 1715, est nommé commissaire aux déclarations de dettes de l'armée, poste d'une valeur de 500 £ par an. Grâce à l'influence du fils de son demi-cousin, le grand politique whig le duc de Newcastle, il peut l'échanger contre un siège en tant que Lord du commerce, d'une valeur de 1000 £ par an, dans le cadre du premier ministère Stanhope-Sunderland. Son seul discours rapporté est prononcé en 1720, contre la motion de Robert Walpole visant à fixer le taux de conversion des titres de l’État en actions de la Compagnie de la mer du Sud.
Alors qu’il n’assiste que sporadiquement aux réunions de la Chambre de commerce, il est un soutien régulier et fiable du gouvernement à la Chambre des Communes. Cependant, Pelham semble avoir pris peu soin de cultiver l'influence de la famille à Lewes. Le cousin de Newcastle, un Thomas Pelham plus jeune, est élu pour occuper l'autre siège en 1727, mais son ivrognerie et ses propos déchainés lors de ses visites à Lewes sont également dommageables. L'affaire prend de l'ampleur en 1733, après l'échec des propositions d'accises de Walpole, qui sont mal reçues dans le Sussex. Thomas Sergison, un propriétaire foncier local avec le soutien des conservateurs, se joint à Nathaniel Garland, représentant les dissidents, pour contester les droits des Pelham. Après une visite dans le Sussex au cours de l'été 1733, Newcastle écrit que son parent «est aussi impopulaire que possible et a personnellement désobligé toute la ville». Le gendre de Pelham, William Hay, signale à Newcastle en novembre que Pelham a été totalement inactif pour obtenir le soutien des électeurs de Lewes et n'a pas fait de démarchage personnel dans la ville. La famille de Pelham obtient l'élection de ses propres candidats en tant que hauts officiers (les directeurs du scrutin de Lewes) en octobre 1733. Leur partialité permet aux deux Pelham de remporter une victoire serrée à l'élection de 1734, avec l'aîné Thomas Pelham battant Garland par seulement huit voix. Le jeune Thomas Pelham est mort des suites de son alcoolisme en 1737 et est remplacé par John Morley Trevor. Thomas Pelham l'aîné démissionne, en échange d'une pension de 800 £ par an, et permet à son fils, un autre Thomas Pelham, de se joindre à Trevor pour défendre les positions de sa famille à l'élection de 1741 et occuper son siège à la Chambre de commerce.
Thomas succède à son père, Sir Nicholas, dans le domaine familial de Catsfield en 1739. Thomas le cadet meurt en 1743; Thomas l'aîné lui survit à seize ans et est enterré à Lewes le 10 décembre 1759. Sa succession passe à son fils survivant, John.